# 차여서 기운
《차여서 기운》(フラれて元気)은 TOKIO의 11번째 싱글이다.

## 설명
- 〈차여서 기운〉은 TOKIO의 멤버 마츠오카 마사히로가 주연한 NTV계 드라마 《사이코메트러-EIJI》의 주제곡이다.
- TOKIO의 싱글 사상 유례없이 마츠오카의 솔로 파트가 있다.
- 커플링 곡 〈Dash For The Dream〉는 TOKIO 멤버 전원이 MC를 맡고 있는 NTV 《더! 철완! DASH!!》 엔딩 곡으로 타이업 되었다.
- 제48회 NHK 홍백가합전 출전 곡이다.

## 수록곡
1. フラれて元気
  - 작사 : 와케 유우 / 작곡 : 카미오리 켄 / 편곡 : 이노우에 노리오
2. Dash for the Dream
  - 작사 : 안도 요시히코 / 작곡·편곡 : K. Makaino
3. フラれて元気（オリジナルカラオケ）